# Вулиця Макаренка (Київ)
Ву́лиця Мака́ренка — вулиця в Дніпровському районі міста Києва, житловий масив ДВРЗ. Пролягає від Алматинської до Вільхової вулиці.
Прилучаються вулиці Інженера Бородіна, Марганецька, Опришківська та Семафорна.

## Історія
Вулиця виникла в середині XX століття під назвою 619-та Нова вулиця. Сучасна назва на честь українського радянського педагога Антона Макаренка — з 1953 року.

## Зображення

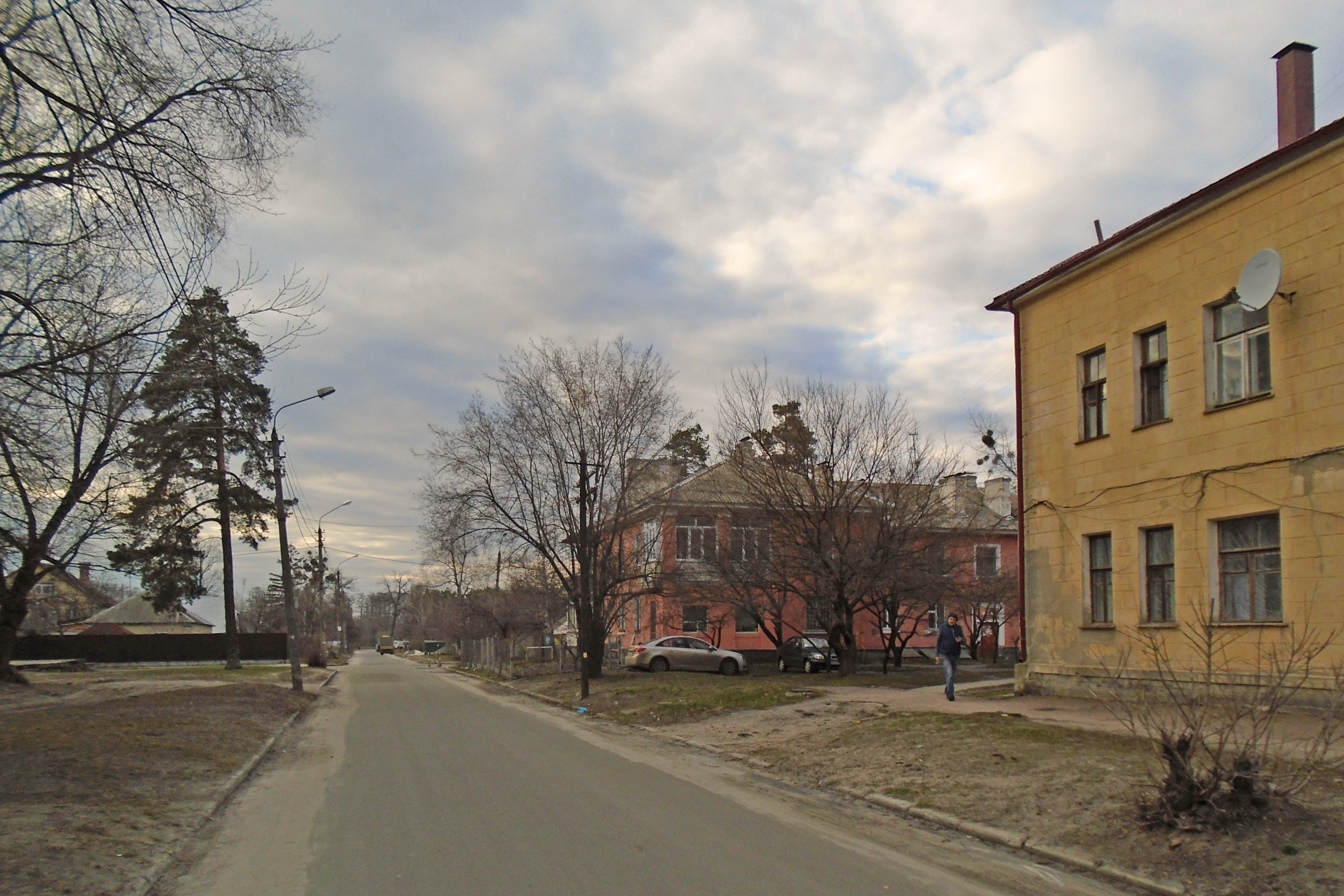
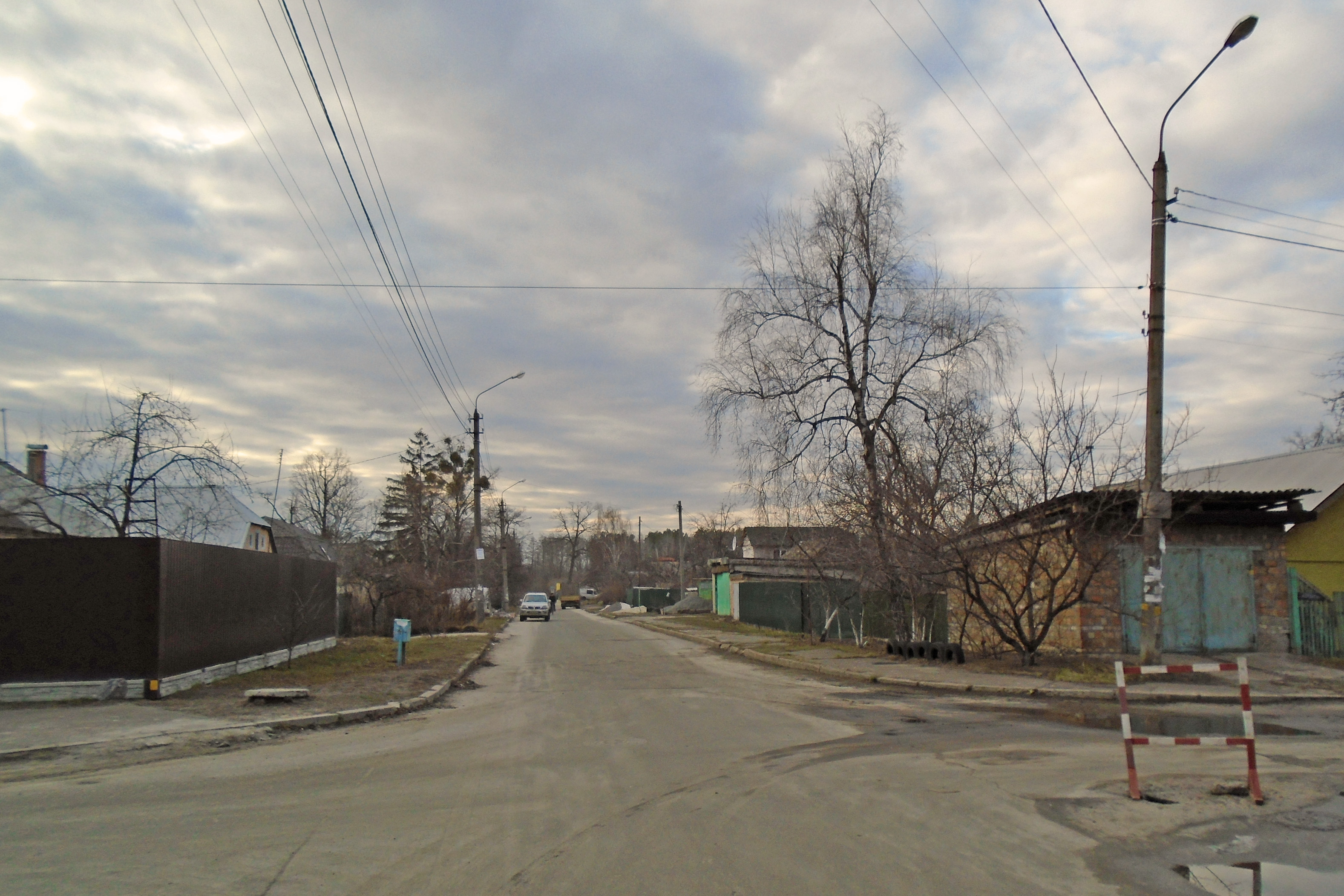
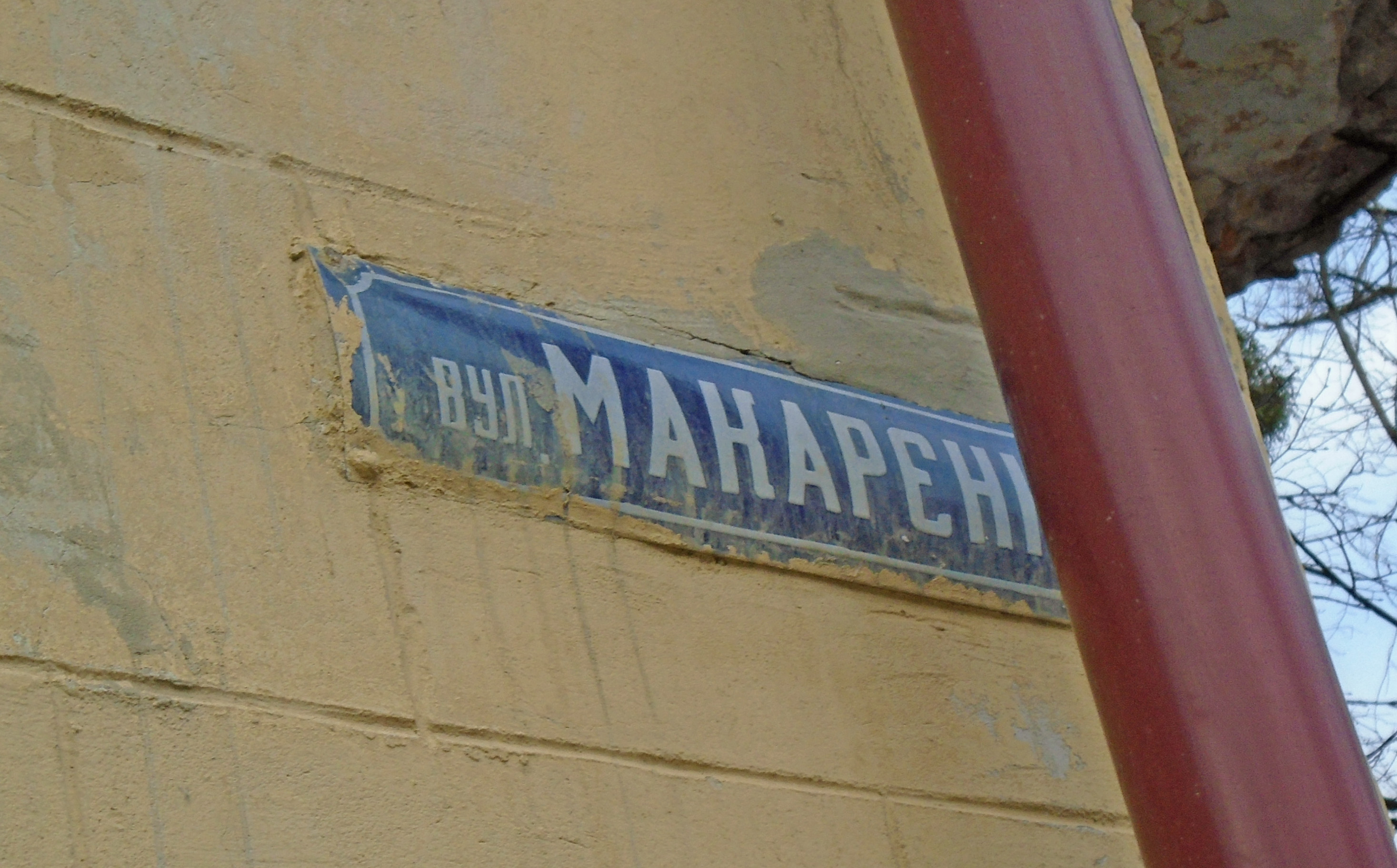